# 臨海町 (江戸川区)
臨海町（りんかいちょう）は、東京都江戸川区の町名。現行行政地名は臨海町一丁目から臨海町六丁目。住居表示実施済区域。

## 地域
東京都江戸川区南部葛西地域南部に位置する、同区最南端の町で、葛西沖開発事業によって造成された埋立地である。面積は3.0685平方kmで、江戸川区で最も大きな町である。隣接する地域は、北は清新町二丁目・西葛西八丁目および中葛西七丁目、北東は南葛西一・三・五丁目および堀江町、東は旧江戸川を挟んで千葉県浦安市舞浜、西は荒川を挟んで対岸に江東区新木場・夢の島および新砂がある。南は東京湾で、隣接地域はない。
京葉線を境に北部と南部、葛西中央通りを境に東側と西側に分けて説明すると、北部の東側には東京都中央卸売市場葛西市場やトラックターミナル、東京団地倉庫、江戸川臨海郵便局などが集まっている。江戸川区は運輸業が盛んな地域（事業所数で23区中2位）だが、特に当町は東京都道318号環状七号線と東京湾岸道路が交差し、葛西ジャンクションにより首都高速道路湾岸線と中央環状線が結ばれており、葛西出入口があるなど交通の要所となっており、物流の拠点になっている。
北部の中央にはゴルフ練習場のロッテ葛西ゴルフがある。この場所はかつてはロッテワールド東京の建設予定地だったが、計画が凍結されたまま現在に至っている。北部の西側は左近川沿いに団地や官舎、東京都立紅葉川高等学校や東京臨海病院などが立ち並んでいる。荒川沿いには葛西水再生センターがあり、海まで敷地が続いている。南部は葛西臨海公園が大半を占め、一般住宅はない。葛西臨海公園と葛西水再生センターに挟まれた一角には江戸川区臨海球技場があり、少年野球用とフットサル用のグラウンドが3つ用意されている。ここを拠点とする江戸川南リトル＆リトルシニアは強豪チームとして知られており、2010年にはリトルリーグ・ワールドシリーズで優勝し世界一となった。一方で東京都は福島第一原子力発電所事故後の電力不足を補うため、臨海第二球技場などに天然ガス発電所の建設を検討している。
臨海町は海抜ゼロメートル地帯に隣接するが、盛り土によって水面上に作られているため、海没の心配は無い。特に葛西臨海公園内に造られた山は高潮防潮堤としての機能を持っており、南関東直下地震の2メートル弱の津波にも耐えると言われている。

### 住宅街
臨海町は区内で30番目に人口が多い町であり、3,209世帯、7,877人（2015年10月1日現在）が在住している。人口密度は五丁目を除いて区の平均の半分以下で、事実上の最下位（48町中46位）である。卸売市場のある三丁目や臨海公園のある六丁目には住人はおらず、トラックターミナルのある四丁目も住民は極めて少ない。一丁目や二丁目には住宅街があるが、隣接する下水処理場やゴルフ練習場は広大であり、町全体では住民より従業者の方が多い特異な地域のようである。一方、環七通りに面した五丁目は大規模な団地になっており、人口密度は平均の3倍以上で、区内で最も人口密度が高い地域になっている。

### 交通量
臨海町を通る首都高速道路湾岸線は湾岸部を縦断して、東京港や横浜港、羽田空港や成田空港、鹿島港などを繋ぐ重要なルートである。湾岸線は臨海町にある葛西ジャンクションにより中央環状線に分岐し、その先にある常磐自動車道や東北自動車道などとも繋がっている。また臨海町で湾岸線と並行する一般国道の東京湾岸道路は東京湾を巡って京浜工業地帯と京葉工業地域を繋ぐ重要なルートだが、臨海町で東京都道318号環状七号線と交差し、内陸部の主要な一般道とも繋がっている。臨海町を通過する車両は膨大であり、湾岸線の交通量は日中（7時～19時）だけで10万4377台（都内第6位）、東京湾岸道路は3万1434台（1126地点中204位）に及ぶ。また中央環状線（清新町）は5万5282台（81位）、環状七号線（南葛西）は1万8052台（453位）であり、単純合計で約21万台に達するようである。東京湾岸道路は昼夜率が高く、夜間でも昼間の約7割の交通量があり一日中、車の流れが途絶えることは無い。東京湾岸道路や夜間の湾岸線を通過する車両の約半分は大型車両のようである。
東京には毎日膨大な量の荷物が出入りしており、一説には東京と周辺の都市圏内で133万トン/日、都市圏外と90万トン/日、うち海外とは20万トン/日（2005年）が流通すると言う。重量ベースで荷物の6割は10トン以上の大型トラックで運ばれており、工場から一旦、広域物流施設に集められ、都市内配送用の物流施設を経由して各地の店舗に配達されるようである。臨海部には広域物流施設が集まっており、臨海町もその一翼を担っている。

### 産業
臨海町には327の事業所があり、9098人が働いている。事業所は48町中27位だが、従業者数は区内第8位で、それなりに大きなビジネス街である。大規模な都立公園や病院があるためか、事業所当たりの従業者数は約28人で、区内第一位の規模である。業種は運輸業・郵便業と卸売業・小売業が3割ずつで、中央卸売市場などのサービス業（他）が約1割を占めている。その他に公園内のホテルや水族館、下水処理場も存在する。
臨海町の運輸業は事業所（99社）・従業者（2455人）ともに区内第一位であり、区内最大の物流拠点になっている。三丁目と四丁目は「流通業務市街地の整備に関する法律」で定められた「流通業務地区」であり、流通業務施設以外の建設が制限されている。これは都市計画法の地域地区と呼ばれる物で、東京周辺では東西南北の5拠点があり、臨海町は東部流通業務団地として整備されている。地区内にはトラックターミナルや卸売市場、大型貸し倉庫（物流不動産）、運送会社の組合施設などが整備されている。例えば東京団地倉庫は民間の株式会社で、葛西の他に平和島・足立・板橋などにも倉庫を所有し、テナントに貸し出している。葛西事務所には5階建ての倉庫が3つあり、倉庫内にはエレベーターや垂直搬送機、テーブルリフターなどが装備されていると言う。現在15社のテナントが入居しており、近隣だけでなく京都や大阪、福井、静岡などに本社を持つ物流会社の営業所も入居しているようである。テナントの取り扱い品目は多岐にわたり、食品や医薬品、衣料品を始め様々な物品を保管・運搬しているようである。またトランクルーム事業を運営している会社もあり、機密書類や、映画・CMのフィルムや小道具の保管サービスを提供している会社もある。最近の物流会社はシステム会社でもあるようで、サード・パーティー・ロジスティクスと呼ばれる物流システムの構築やソフトウェア開発を行っているテナント会社も多いようである。そのせいか臨海町の情報通信業の従業者数は、区内で第二位（206人）の規模である。また近隣の臨海郵便局には日経BPの子会社である「日経BP読者サービスセンター」が入居していたり、書類関係の仕事も多いようである。
臨海町には大型のスーパーマーケットや場外市場もあるが、売り上げの大半は卸売業が占めている。卸売業の販売額は約616億円で、売上規模は西瑞江（約974億円）、西葛西（約667億円）に次ぐ区内第三位である。卸売市場のある三丁目が大半を占めており、取り扱い品目は農畜水産物（約37%）、その他（約25%）、食品飲料と自動車（8%）が多いようである。

## 世帯数と人口
2025年（令和7年）1月1日現在（江戸川区発表）の世帯数と人口は以下の通りである。なお、三丁目と六丁目の人口は0人のため、省略とする。
| 丁目         | 世帯数    | 人口    |
| ------------ | --------- | ------- |
| 臨海町一丁目 | 1,018世帯 | 2,077人 |
| 臨海町二丁目 | 1,055世帯 | 2,302人 |
| 臨海町四丁目 | 92世帯    | 98人    |
| 臨海町五丁目 | 1,026世帯 | 2,543人 |
| 計           | 3,191世帯 | 7,020人 |

### 人口の変遷
国勢調査による人口の推移。
| 年                 | 人口  |
| ------------------ | ----- |
| 1995年（平成7年）  | 7,205 |
| 2000年（平成12年） | 8,401 |
| 2005年（平成17年） | 8,221 |
| 2010年（平成22年） | 7,878 |
| 2015年（平成27年） | 7,882 |
| 2020年（令和2年）  | 7,468 |

### 世帯数の変遷
国勢調査による世帯数の推移。
| 年                 | 世帯数 |
| ------------------ | ------ |
| 1995年（平成7年）  | 2,051  |
| 2000年（平成12年） | 2,741  |
| 2005年（平成17年） | 2,824  |
| 2010年（平成22年） | 2,842  |
| 2015年（平成27年） | 3,056  |
| 2020年（令和2年）  | 3,090  |

## 学区
区立小・中学校に通う場合、学区は以下の通りとなる(2023年4月時点)。なお、江戸川区では学校選択制度を導入しており、区内全域から選択することが可能。。
| 丁目         | 番地 | 小学校                     | 中学校                     |
| ------------ | ---- | -------------------------- | -------------------------- |
| 臨海町一丁目 | 全域 | 江戸川区立臨海小学校       | 江戸川区立清新第二中学校   |
| 臨海町二丁目 | 全域 | 江戸川区立臨海小学校       | 江戸川区立清新第二中学校   |
| 臨海町三丁目 | 全域 | 江戸川区立臨海小学校       | 江戸川区立清新第二中学校   |
| 臨海町四丁目 | 全域 | 江戸川区立臨海小学校       | 江戸川区立清新第二中学校   |
| 臨海町五丁目 | 全域 | 江戸川区立南葛西第三小学校 | 江戸川区立南葛西第二中学校 |
| 臨海町六丁目 | 全域 | 江戸川区立臨海小学校       | 江戸川区立清新第二中学校   |

## 事業所
2021年（令和3年）現在の経済センサス調査による事業所数と従業員数は以下の通りである。
| 丁目         | 事業所数  | 従業員数 |
| ------------ | --------- | -------- |
| 臨海町一丁目 | 15事業所  | 1,333人  |
| 臨海町二丁目 | 22事業所  | 412人    |
| 臨海町三丁目 | 118事業所 | 3,226人  |
| 臨海町四丁目 | 89事業所  | 2,684人  |
| 臨海町五丁目 | 24事業所  | 869人    |
| 臨海町六丁目 | 28事業所  | 1,367人  |
| 計           | 296事業所 | 9,891人  |

### 事業者数の変遷
経済センサスによる事業所数の推移。
| 年                 | 事業者数 |
| ------------------ | -------- |
| 2016年（平成28年） | 286      |
| 2021年（令和3年）  | 296      |

### 従業員数の変遷
経済センサスによる従業員数の推移。
| 年                 | 従業員数 |
| ------------------ | -------- |
| 2016年（平成28年） | 9,130    |
| 2021年（令和3年）  | 9,891    |

## 交通

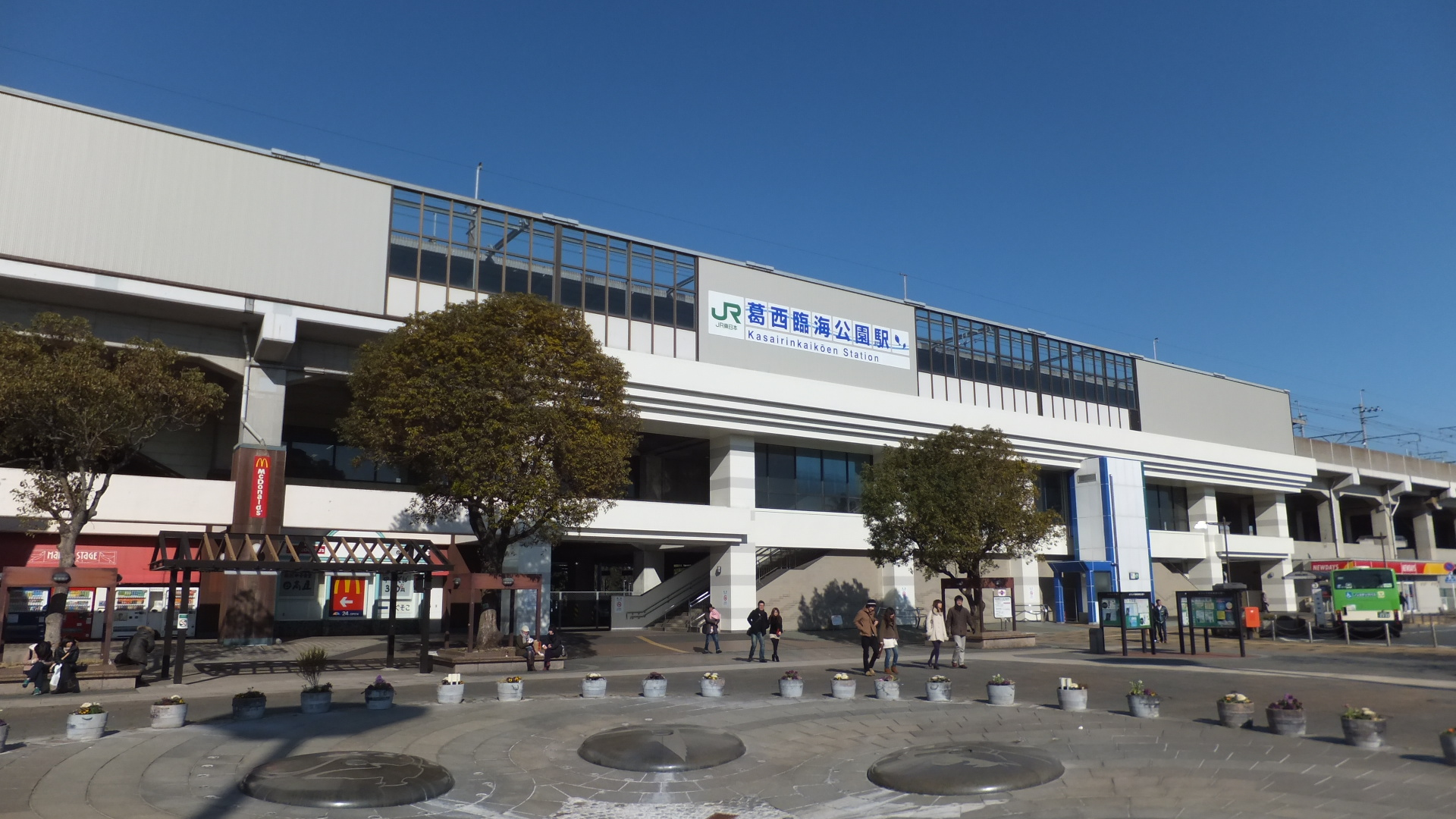
葛西臨海公園駅

### 公共交通
鉄道
- 東日本旅客鉄道（JR東日本）
  - 京葉線：葛西臨海公園駅

路線バス
- 東京都交通局（都営バス）
  - 臨海28系統：環七通り経由葛西駅・一之江駅方面
  - 葛西21系統：なぎさニュータウン経由葛西駅方面
  - 西葛20系統：新田経由西葛西駅方面
  - 西葛26系統：西葛西駅経由船堀駅方面
  - 西葛27系統：清新町経由西葛西駅方面
  - 錦22系統：東陽町駅経由錦糸町駅行き

都営バス臨海支所が葛西臨海公園の北に立地している。
- 京成バス（環七シャトル）
  - 環07系統：葛西駅・一之江駅経由小岩駅行き
  - 環07系統：葛西駅・一之江駅・青砥駅経由亀有駅行き
  - 両系統：東京ディズニーリゾート行き

水上バス
- 東京水辺ライン
- 東京都観光汽船

### 道路・橋梁
道路
- 国道357号（東京湾岸道路）
- 東京都道318号環状七号線（環七通り）
- 東京都道308号千住小松川葛西沖線（船堀街道）
- 葛西中央通り（都市計画道路補助第290号線）
- 首都高速道路湾岸線葛西出入口
- 葛西ジャンクションから首都高速道路中央環状線

橋梁
- 荒川河口橋
- 荒川湾岸橋
- 舞浜大橋
- 葛西渚橋

## 施設
行政
- 葛西水再生センター
- 臨海町コミュニティ会館
- 江戸川区葛西清掃事務所
- 警視庁第二機動隊
- 警視庁葛西自動車整備工場
- 都営バス臨海支所

教育
- 江戸川区立臨海小学校
- 東京都立紅葉川高等学校

公園・スポーツ・レクリエーション
- 葛西臨海公園
- 葛西海浜公園
- 葛西臨海水族園
- 江戸川区臨海球技場
- ロッテ葛西ゴルフ

企業
- 東京都中央卸売市場葛西市場
- 東京団地倉庫
- ヒューリック葛西臨海ビル
- 葛西トラックターミナル
  - 東京福山通運葛西支店
  - 岡山県貨物運送東京主管支店
  - 久留米運送

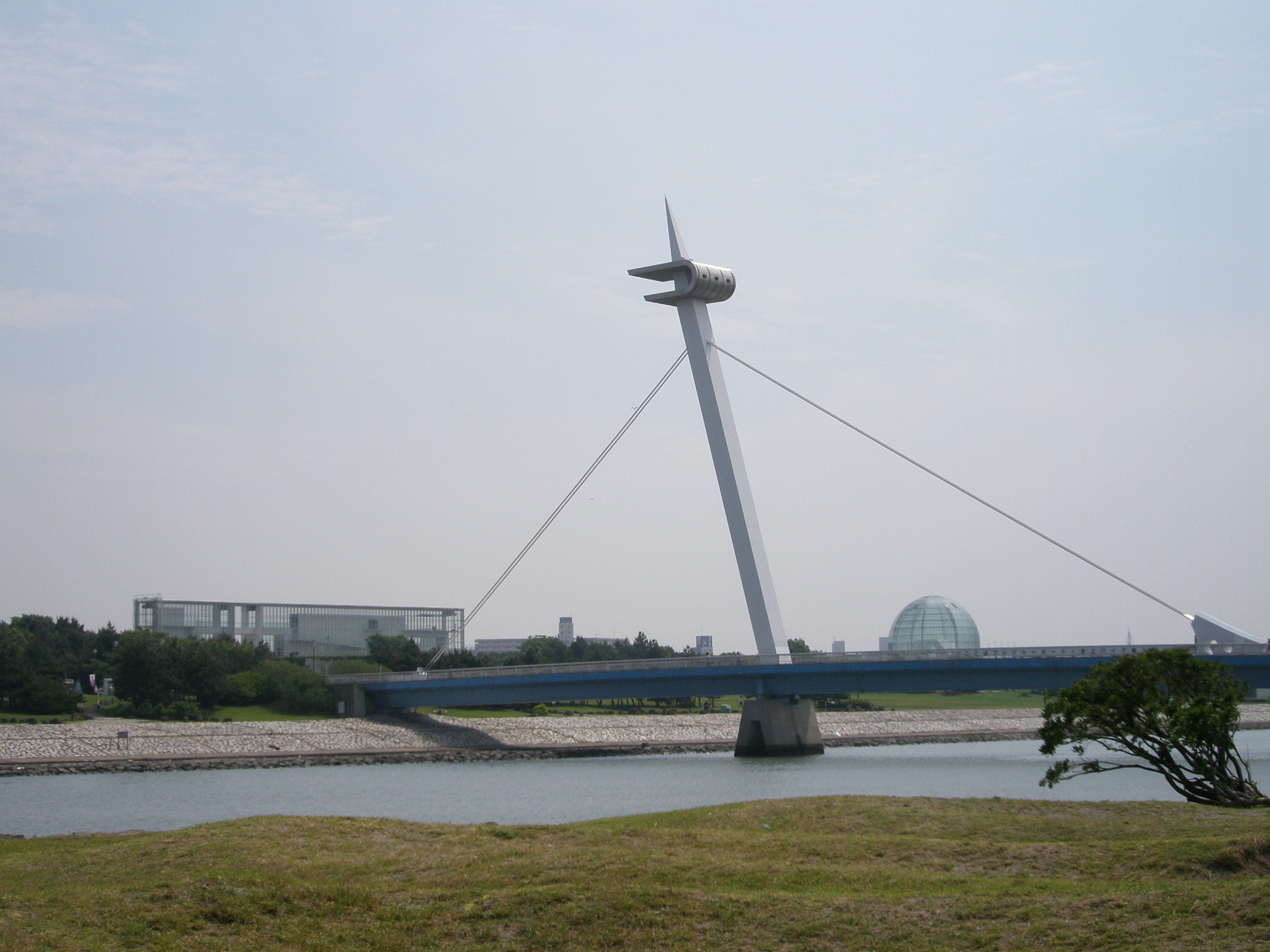
葛西臨海公園

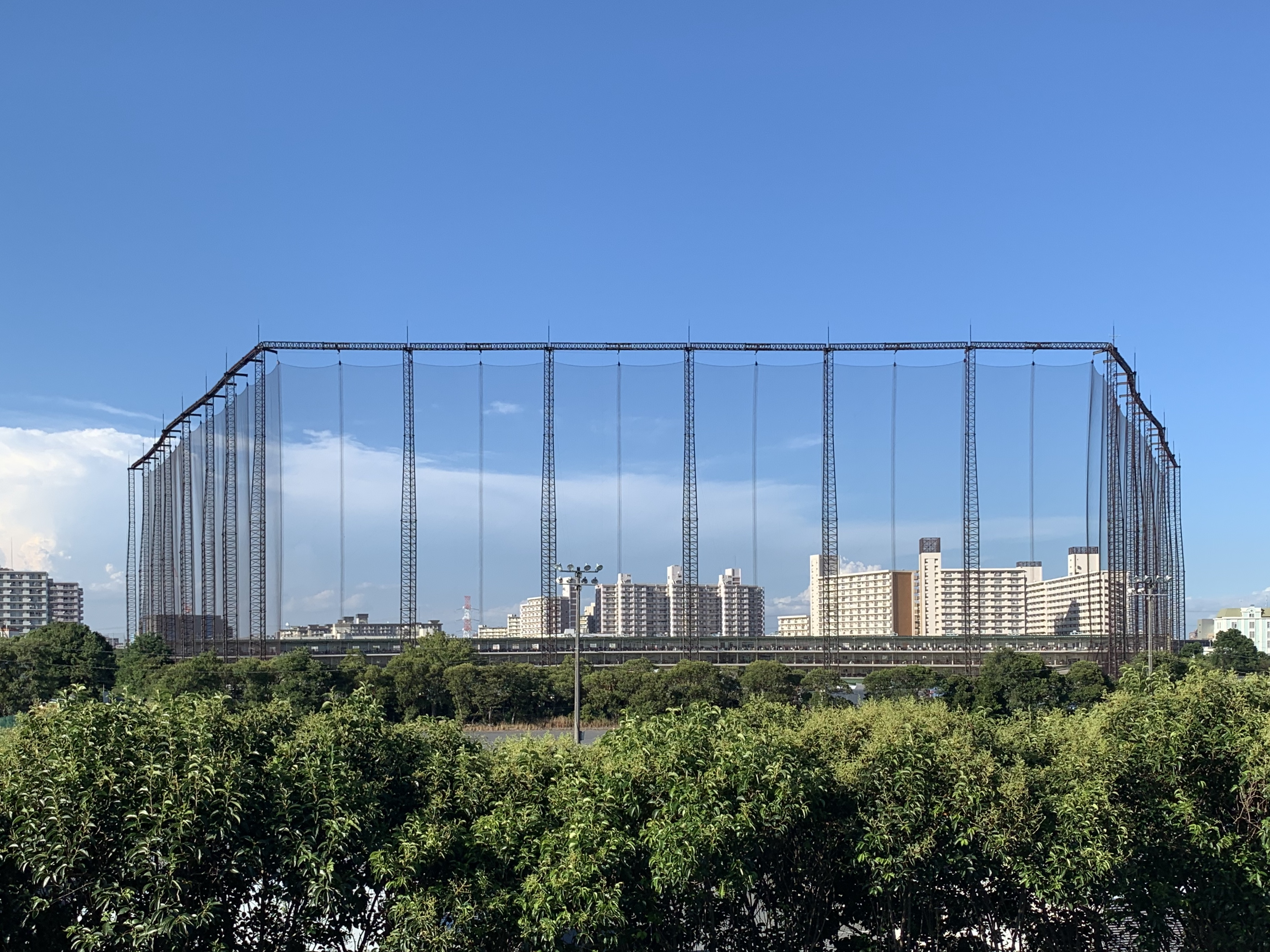
ロッテ葛西ゴルフ

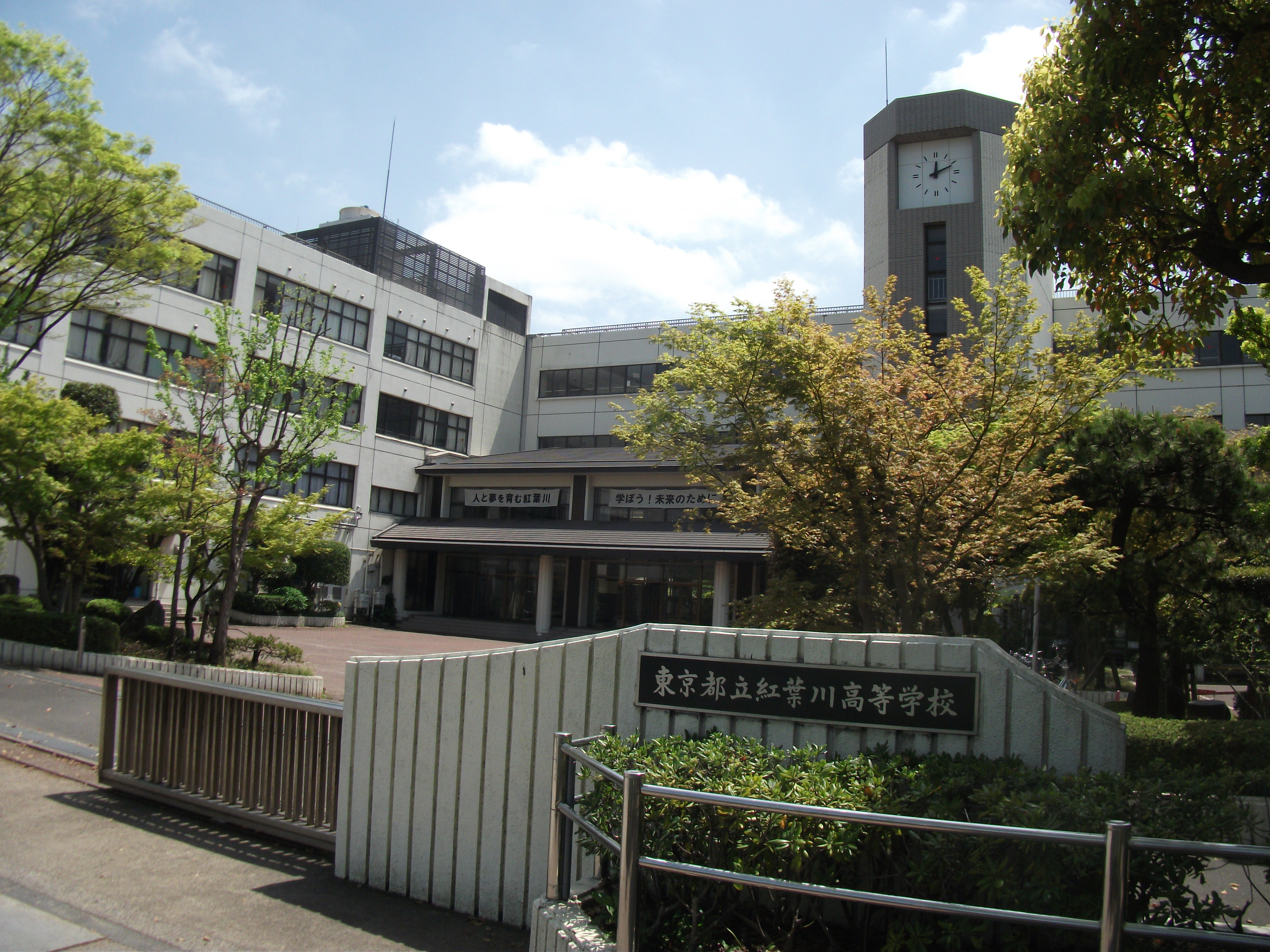
東京都立紅葉川高等学校

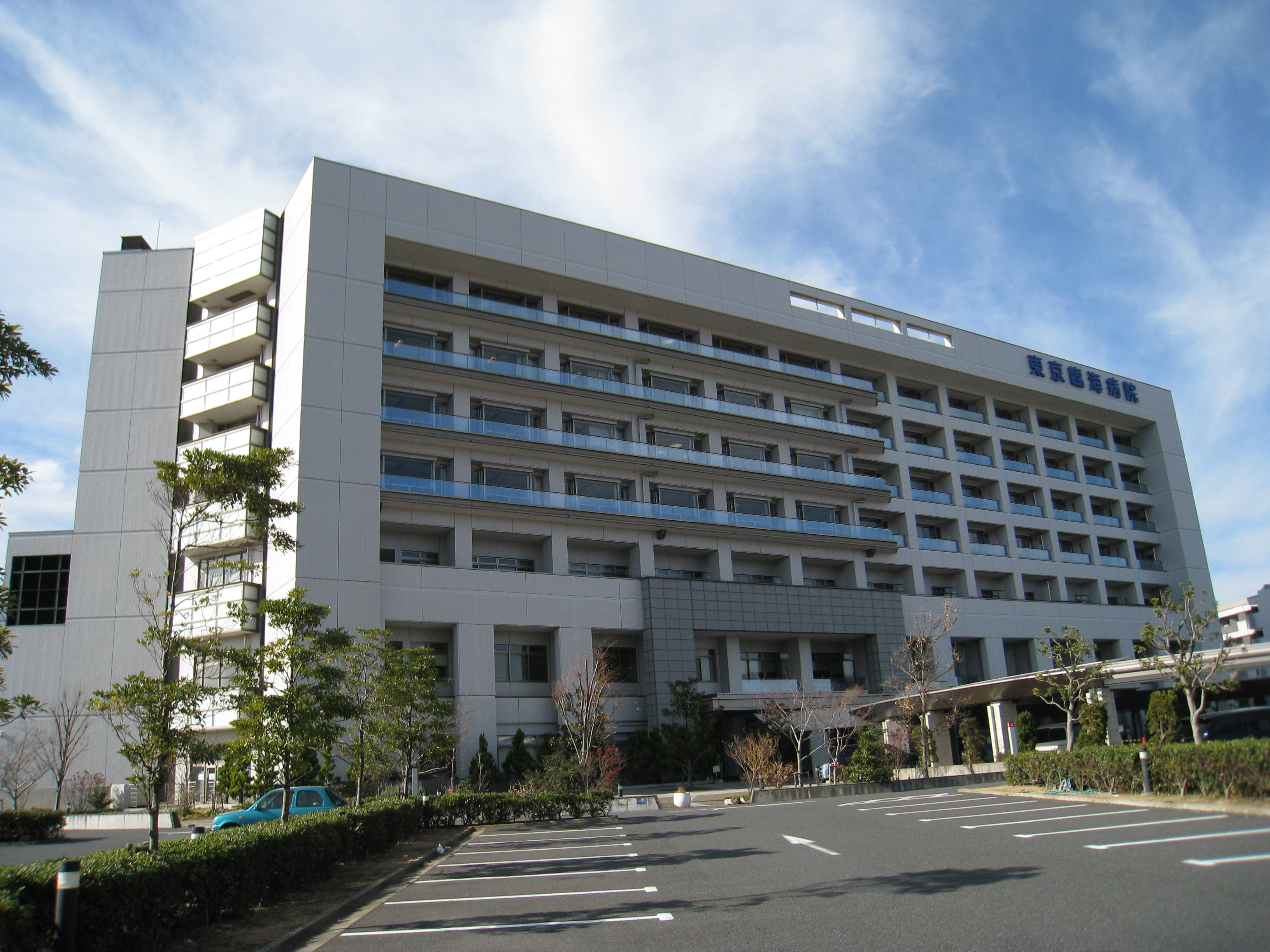
東京臨海病院

  - セイノースーパーエクスプレス東京湾岸ロジスティクスセンター
  - センコー葛西PDセンター
  - JPロジスティクス東京支店
  - トナミ運輸葛西支店
  - 新潟運輸葛西支店
  - 松岡満運輸東京支店
  - 名鉄NX運輸葛西支店
- 江戸川運輸施設協同組合
- 江戸川臨海郵便局
- ジェイ・エー・エー
- アート引越センター葛西支店
- セントラル警備保障
- ハロートーキョー本社営業所
- 日の丸交通Tokyo Bay葛西営業所
- 東京福祉バス江東営業所
- 東京BRT葛西臨海営業所

医療
- 東京臨海病院

## その他

### 日本郵便
- 郵便番号 : 134-0086[3]（集配局 : 葛西郵便局[30]）。